# Dracula decussata
Dracula decussata é uma espécie de orquídea epífita de crescimento cespitoso cujo gênero é proximamente relacionado às Masdevallia, parte da tribo Pleurothallidinae. Esta espécie é endêmica de Chocó, na Colômbia, onde habita florestas úmidas e nebulosas das montanhas.
Pode ser diferenciada das espécies mais próximas por suas longas folhas estreitas e inflorescência curta com flores de sépalas de antenas cruzadas, e labelo estreito.